# Stade Setsoto
 (avril 2025).
Le stade Setsoto est un stade multi-sport situé à Maseru.
Rénové en 2011, ce stade de 20 000 places accueille les matches à domicile de l’équipe du Lesotho de football